# Fierle Peak
Il Fierle Peak (in lingua inglese: Picco Fierle) è un aguzzo picco roccioso antartico, alto 1.960 m, situato all'estremità meridionale della Saratoga Table, 6 km a est-sudest del Dyrdal Peak, nel Forrestal Range dei Monti Pensacola, in Antartide. 
Il picco è stato mappato dall'United States Geological Survey (USGS) sulla base di rilevazioni e foto aeree scattate dalla U.S. Navy nel periodo 1956-66.
La denominazione è stata assegnata dall'Advisory Committee on Antarctic Names (US-ACAN) nel 1979 in onore di Gerard R. Fierle, meteorologo presso la Stazione Ellsworth nell'inverno del 1957.